# Hôtel de ville de Maastricht
L’hôtel de ville de Maastricht (en néerlandais : Stadhuis van Maastricht) est un édifice historique de style classique situé sur le Markt dans le centre de Maastricht. Sa façade et ses décors de pierre naturelle datent du XVIIe siècle et ont été conçus par Pieter Post. Les décorations à l'intérieur datent principalement du XVIIIe siècle. Il est considéré comme un exemple important du classicisme néerlandais.

## Histoire

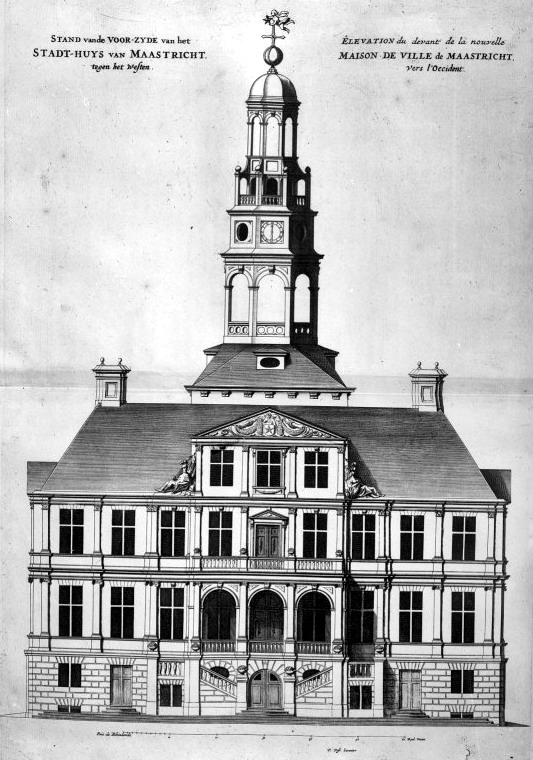
Gravure de Pieter van der Aa (1715) d'après le dessin de Pieter Post (1666).

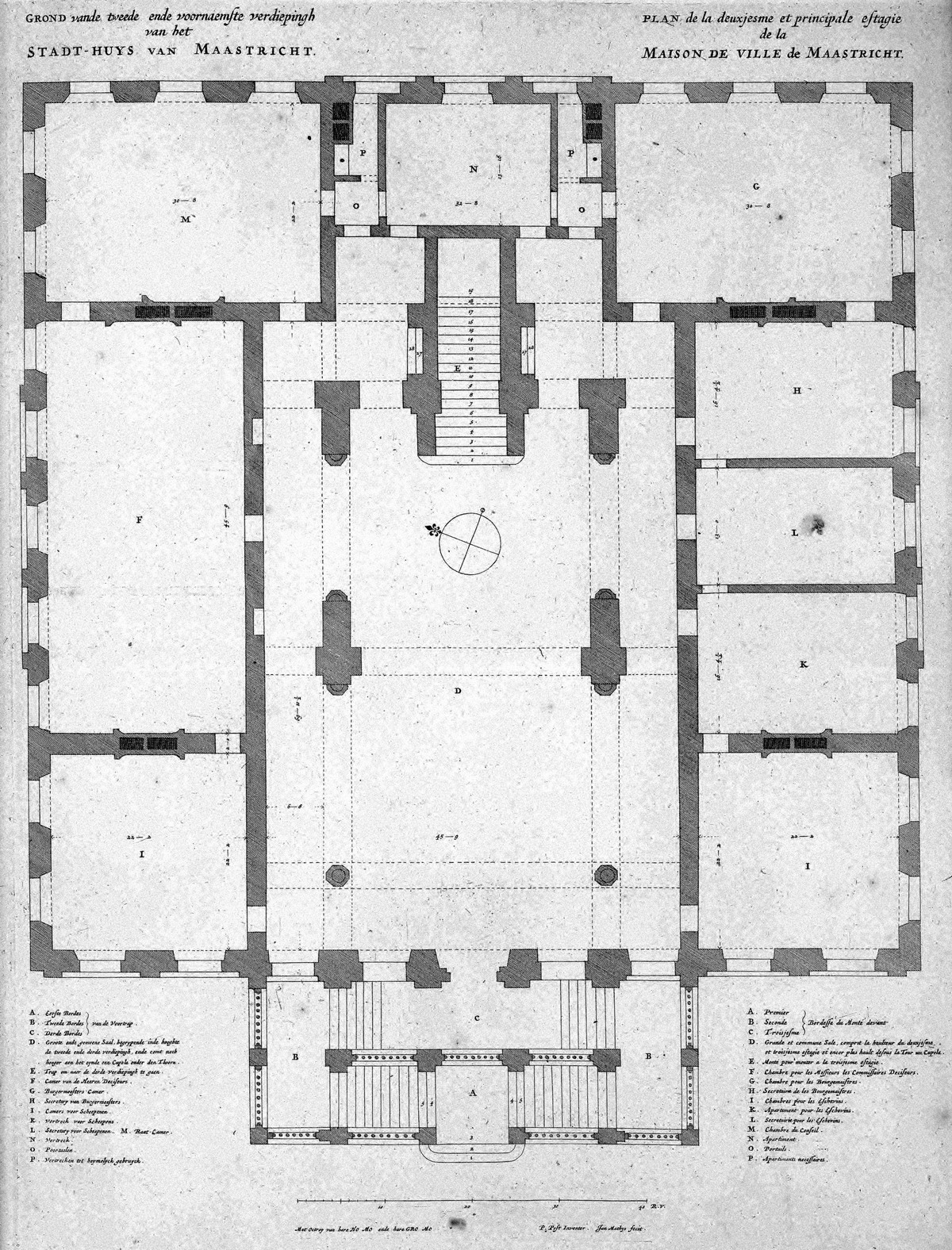
Plan du bel-étage par Pieter Post.

### Construction
Avant la construction de l'hôtel de ville sur le Markt, le conseil communal de Maastricht se rassemblait dans deux bâtiments de l'ancienne rue Saint-George (maintenant Grote Staat), nommé De Lanscroon et De Liebaerd, ainsi que dans la halle aux draps et la Dinghuis. En raison de la double seigneurie de Maastricht au XIIIe siècle, le système administratif et judiciaire de la ville reposait sur une double gestion par des conseillers brabançon et liégeois, mais également du bourgmestre, des échevins et conseillers municipaux. Après le siège de Maastricht par Frédéric-Henri d'Orange-Nassau en 1632, les États généraux des Pays-Bas furent proclamés.
Les premiers plans d'un nouvel hôtel de ville remontent à la fin du XVIe siècle. En 1655, le conseil communal de Maastricht donne l'ordre de construire un nouvel hôtel de ville à Pieter Post, un élève de Jacob van Campen. Le choix de l'architecte néerlandais peut être considéré comme un signe de l'influence croissante des États généraux à Maastricht. En 1659, l'architecte, venu à Maastricht pour déterminer la meilleure place pour le nouvel hôtel de ville, choisit le centre du Markt, contre la volonté des administrateurs liégeois, préférant une situation aux abords. Les Princes-évêques de Liège refusant l'expropriation de deux maisons en vue des démolitions, l'hôtel est légèrement décalée vers le coin sud-est, ce qui entache légèrement les proportions idéales voulues par Pieter Post.
La première pierre fut posée en 1659 par les écoutètes Groulart et de la Montaigne. Certaines des pierres des fondations du bâtiment venaient de l'ancienne prison. La mise en œuvre des travaux de l'immeuble était la responsabilité de l'assistant de Pieter Post, l'architecte Cornelis Pesser, qui a modifié la structure de la façade en incluant un bel-étage par augmentation des hauteurs des entablements. Il a également changé la largeur des pilastres et leurs ordres architecturales. En 1664, après un certain retard, le conseil de ville a pu s'installer dans le nouvel hôtel de ville.

### Adaptation
Le bâtiment n'était pas encore terminé lors de sa mise en service, la tour n'avait pas été construite à cause d'un manque d'argent. C'est seulement en 1684 que l'architecte Adam Wynandts acheva la tour de l'hôtel de ville selon les plans de Pieter Post. Le dispositif, à l'origine très sobre, a été complexifié à partir de 1700, avec des stucs et des revêtements muraux plus sophistiqués. Une partie de l'intérieur a été lourdement endommagé en 1793 par les bombardements français. En 1839, les fenêtres d'origine ont été remplacées par des fenêtres à la française. En 1861, la toiture a également été modifié pour améliorer le drainage. Dès 1884, la bibliothèque de l'hôtel de ville a été transformée en chambre du conseil communal.

### Utilisation
L'hôtel de ville était le centre de l'administration et de la justice de Maastricht dès 1664. En outre, le bâtiment abritait, jusqu'au XIXe siècle, l'ensemble de l'administration de la municipalité, la prison, la bibliothèque et les archives de la ville. Au rez-de-chaussée et au sous-sol de l'hôtel de ville se trouvaient les salles d'interrogatoire et les cellules de la prison. Les exécutions avaient lieu sur un échafaud en face de l'hôtel. 
Au fil des années, presque tous les pièces ont changé d'attribution. En effet, les chambres liégeoise latérales ont obtenu une nouvelle destination comme chambres des conseillers municipaux, salles de réunion et de mariage. Les chambres brabançonnes et salle d'audience ont été redéfinies comme salles des conseillers municipaux et secrétariats. La seule pièce qui a toujours eu la même fonction est la salle principale de l'hôtel de ville. Cette remise en place du conseil reflète les changements dans l'administration publique. Puisque, entre autres, jusqu'en 1851, les réunions du conseil sont publiques.
En 1961, un nouveau bureau administratif de la ville prend place face au Wilhelminabrug en vue de soulager l'engorgement du premier. En 2000, ce bâtiment était déjà démoli et la construction d'un nouveau centre administratif commence en annexe d'un centre commercial voisin entre le Markt et la Meuse. En 2007, le nouveau complexe Mosae Forum est terminé et la plupart des fonctions administratives de la ville y prennent place, relié à l'ancien hôtel de ville par un couloir souterrain. Le maire et les échevins exercent encore dans les salle historique de la ville, où la plupart des réceptions officielles ont lieu.

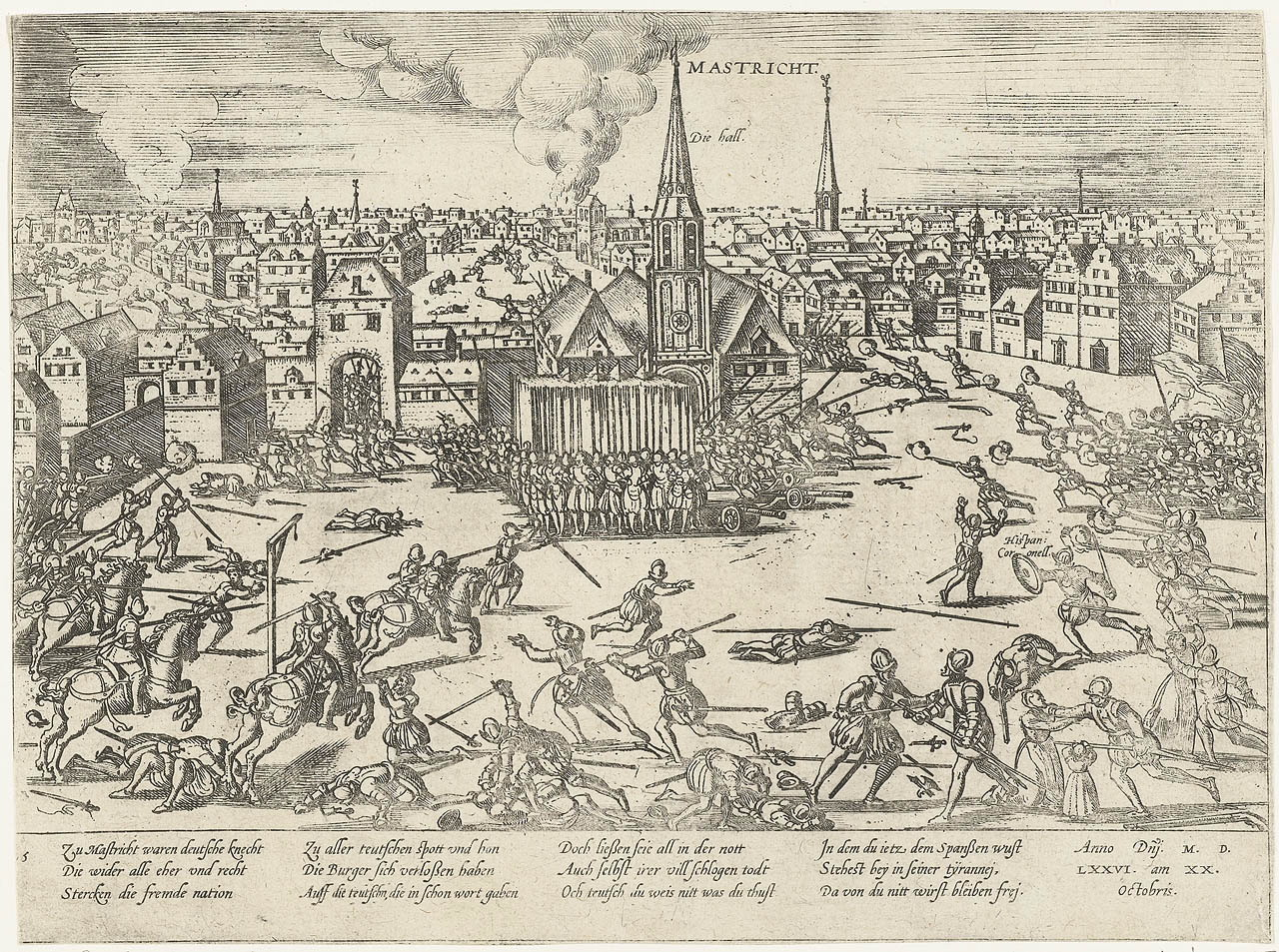
La place avant la construction de l'hôtel de ville (1576)
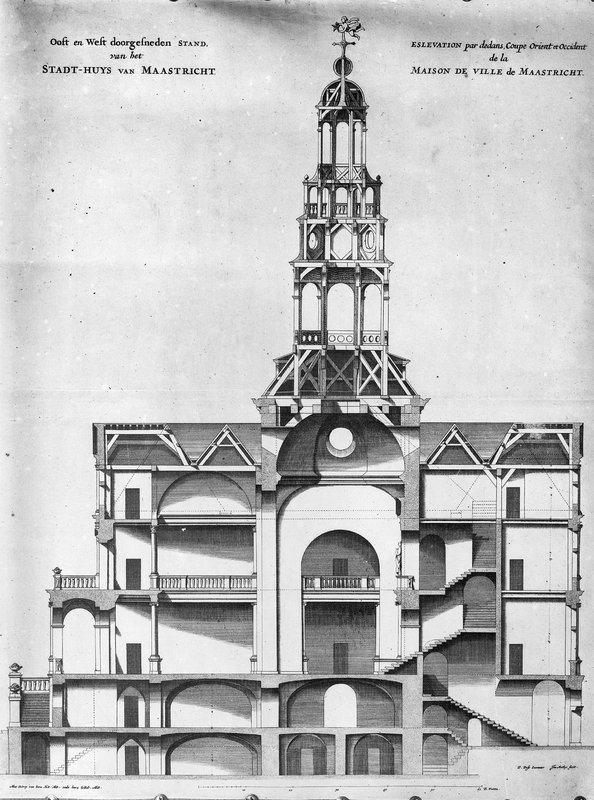
Section est-ouest
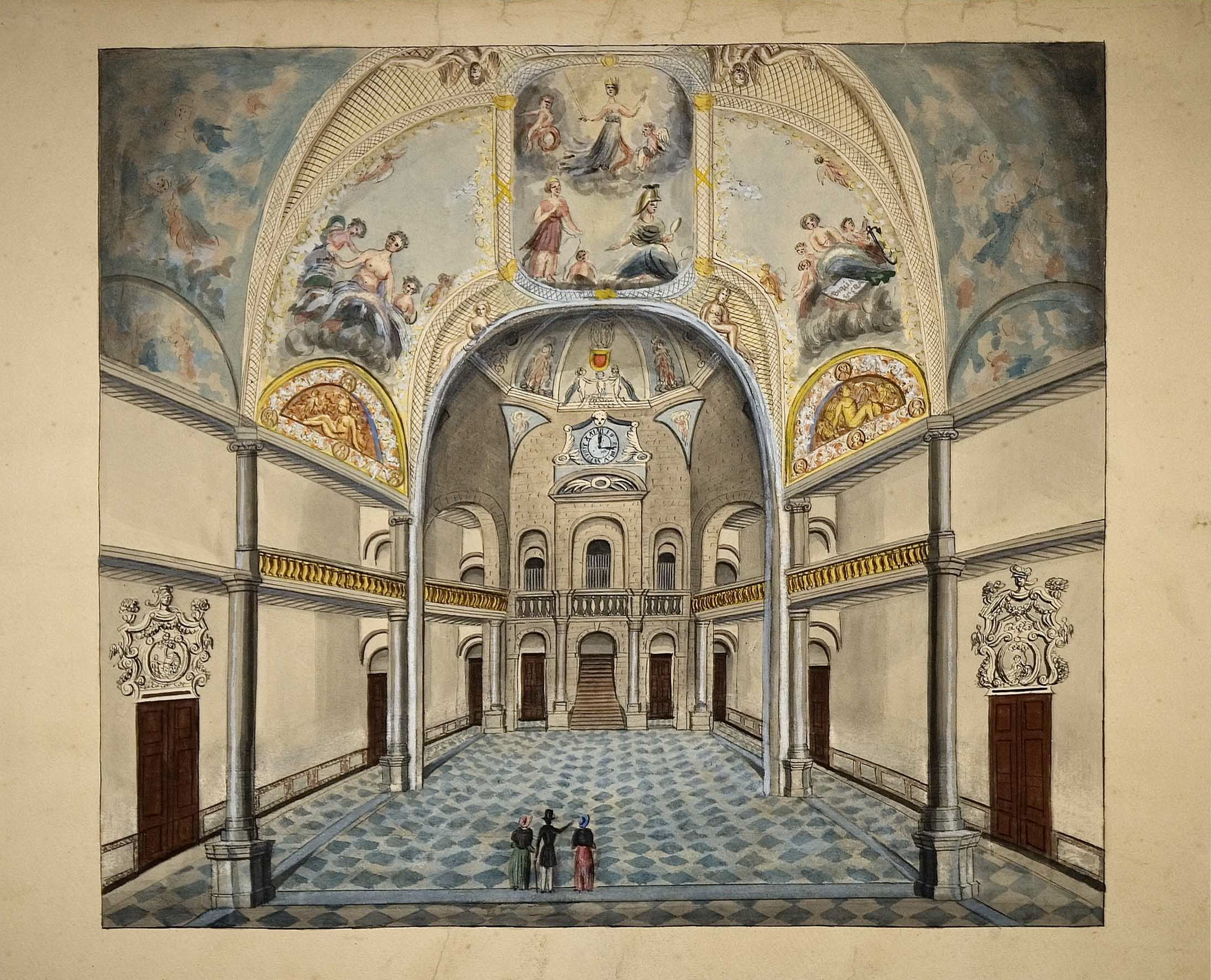
Intérieur dessiné par Philippe van Gulpen (1853)
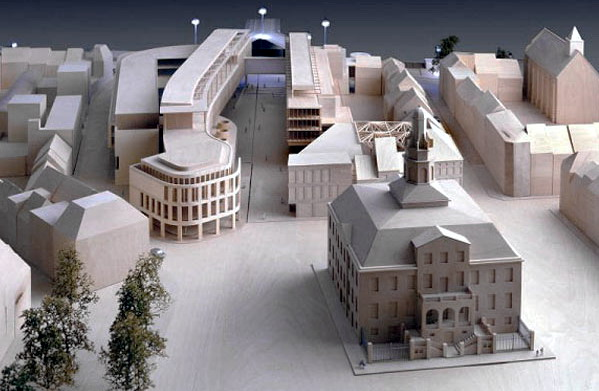
Maquette du Mosae Forum (2000)

## Architecture

### Extérieur

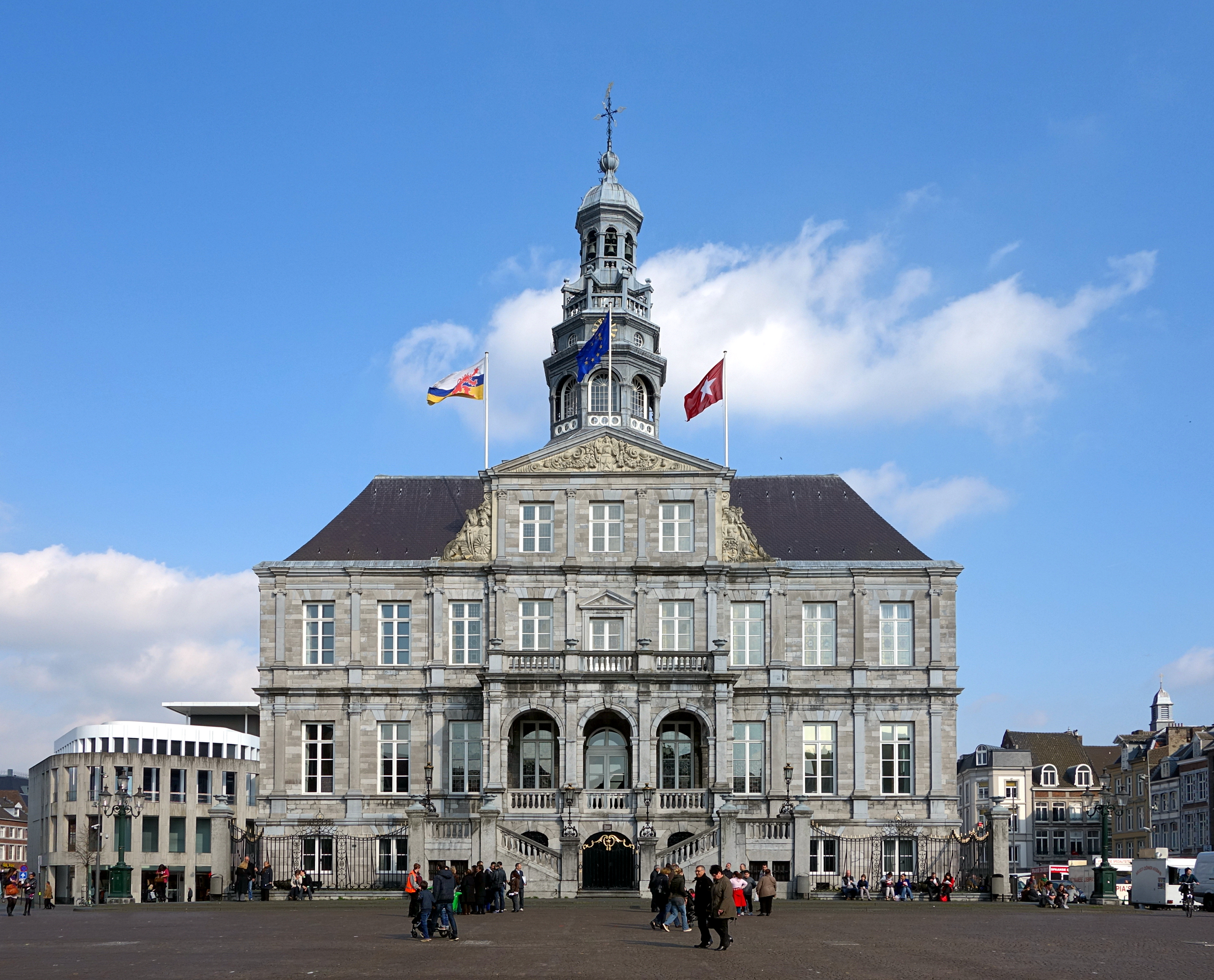
Façade ouest

L'hôtel de ville de Maastricht est construit sur un plan carré de 100 × 100 pieds rhénans (31,4 × 31,4 m) avec une hauteur de toiture de 75 pieds (23,5 m) et de 150 pieds (47 m) pour la tour.
Les façades classiques sont revêtus de pierre de Namur où les fenêtres et les portes sont placés symétriquement et les corniches et pilastres assurent l'articulation horizontale et verticale. Les pilastres du premier étage sont doriques, celles du deuxième, ioniques, et celles du troisième, de Corinthe. Trois des façades possèdent un fronton sculpté et des travées identiques. La façade ouest, quant à elle, avec son double escalier menant aux quatre terrasses et au porche couvert, est légèrement différente dans sa composition avec un fronton rehaussé.
Le cinquième étage du bâtiment est couvert par une pente de toit en ardoise, au-dessus duquel s'élève une tour de près de 25 mètres. La base de la tour est carrée et se transforme en une tour octogonale composé d'une lanterne et d'un dôme en zinc surmontée d'une girouette.
Une réplique presque exacte de la tour de l'hôtel de ville de Maastricht peut être vue à la laure de la Trinité-Saint-Serge, près de Moscou.
En 1668, le conseil achète des cloches aux fondeurs amstellodamois Pieter et François Hemony. Suspendues dans un tour en bois temporaire, les 28 cloches du carillon rejoignent la tour à la fin de sa construction en 1684. En 1962, le carillon a été restauré par la firme Eijsbouts, où le clavier du piano du début du XXe siècle a été remplacé par un clavier authentique. Le carillon se compose actuellement de 49 cloches (17 Hemony, 11 Van den Gheijn, 15 Eijsbouts). Le carillon se fait entendre notamment chaque été pour des concerts. 

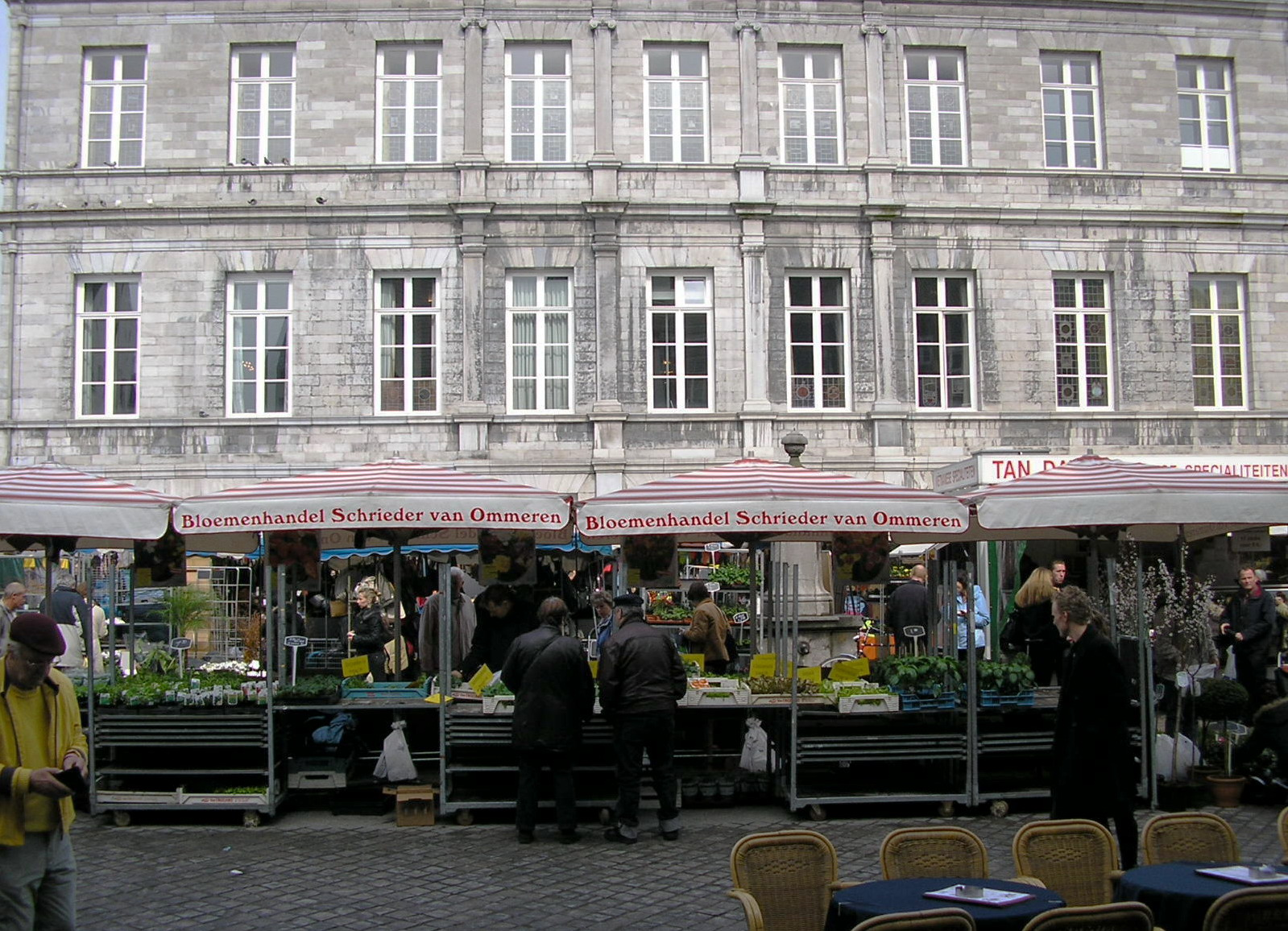
Façade sud, pendant le marché du vendredi
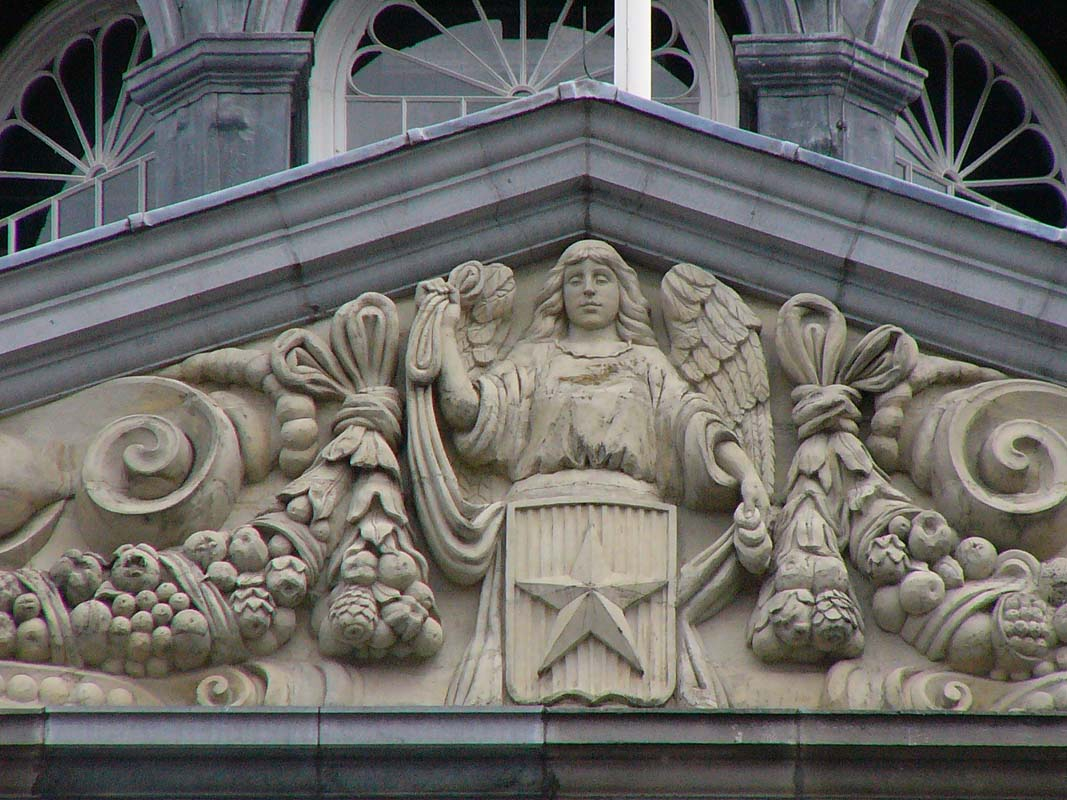
Façade ouest, fronton avec l'ange de la ville
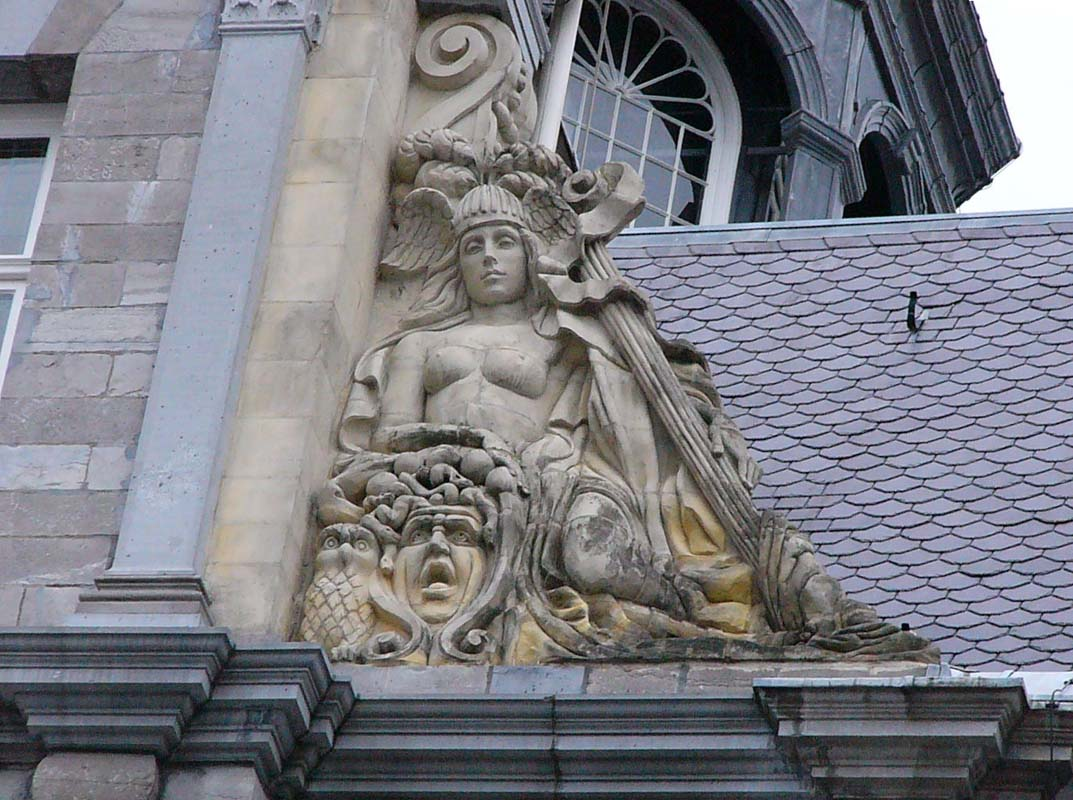
Façade ouest, élément de côté du rehaussement
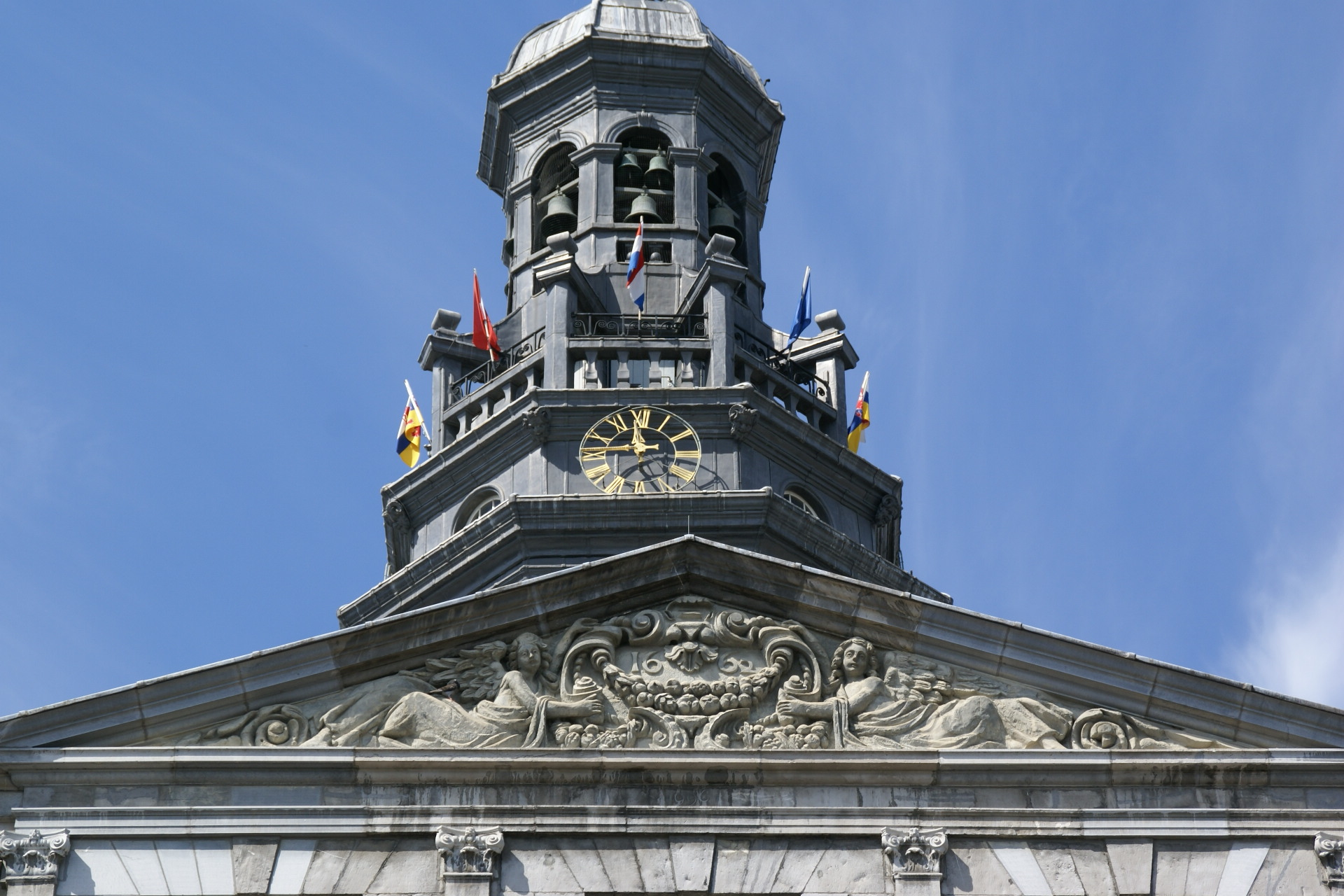
Façade est, fronton, clocher et carillon